# Ali Benflis
Ali Benflis (in arabo علي بن فليس; Batna, 8 settembre 1944) è un politico algerino.
È stato Primo ministro dell'Algeria dall'agosto 2000 al maggio 2003.
Si candidò alle elezioni presidenziali in Algeria del 2004, ma ricevette il 6,4 % dei voti, arrivando comunque secondo dopo Abdelaziz Bouteflika, che ottenne l'85% dei consensi.
Si è ricandidato da indipendente alle presidenziali del 2014. Anche in questo caso è giunto secondo con il 12,18%, a fronte dell'81,5% riscontrato da Abdelaziz Bouteflika.